# Timorhoningeter
De Timorhoningeter (Lichmera flavicans) is een zangvogel uit de familie Meliphagidae (honingeters).

## Verspreiding en leefgebied
Deze soort is endemisch op het eiland Timor.

## Status
De grootte van de populatie is niet gekwantificeerd maar de soort wordt omschreven als plaatselijk algemeen, vooral op grotere hoogtes. Op de Rode lijst van de IUCN heeft deze soort de status niet bedreigd.